# هنري سيزر
هنري سيزر (بالفرنسية: Henri Caesar) هو قرصان هايتي، ولد في 1791 في هايتي، وتوفي في 1830.
كان ثوريًا وقراصنة هايتيًا أسطوريًا في القرن التاسع عشر. كان أحد المشاركين في الثورة الهايتية بقيادة دوتي بوكمان وتوسان لوفرتور.
يبدو أن هنري سيزر ولد في عائلة من العبيد يملكها مالك مزرعة فرنسي يعرف باسم أرنوت. انضم إلى قوات المتمردين بقيادة دوتي بوكمان وتوسان لوفرتور، وظل مع الثورة حتى استقلالها عن فرنسا عام 1804، عندما غادر ليجرب حظه في البحر.